# Mario Manzoni
Mario Manzoni (né le 14 juillet 1969 à Almenno San Bartolomeo, dans la province de Bergame en Lombardie) est un ancien coureur cycliste italien des années 1990 et de début des années 2000. À la fin de sa carrière cycliste il devient directeur sportif dans différentes formations professionnelles. 

## Biographie
Professionnel de 1991 à 2004, Mario Manzoni a notamment remporté une étape du Tour d'Italie 1997.
En 2005, il a intégré l'encadrement de l'équipe 3C Casalinghi Jet -Androni Giocattoli. En 2007, il a rejoint l'équipe LPR en compagnie de Davide Boifava et de plusieurs coureurs de l'équipe 3C.
Fin 2014 il signe un contrat pour devenir second directeur sportif au sein de l'équipe Vini Fantini Nippo.

## Palmarès

### Palmarès amateur
- 1988
  - Coppa Stignani
  - Tour de Lombardie amateurs
- 1989
  - Coppa Caduti Nervianesi
- 1990
  - 3e étape de la Semaine cycliste bergamasque
  - Gran Premio Somma
  - Gran Premio Delfo

### Palmarès professionnel
- 1992
  - Trofeo Masferrer
  - 2e de Milan-Vignola
  - 3e du Circuit de Getxo
- 1994
  - 3e étape de Tirreno-Adriatico
- 1996
  - 2e étape du Tour de Romandie
- 1997
  - 8e étape du Tour d'Italie
- 1998
  - 3e étape du Tour du Trentin
  - 4e étape de la Semaine bergamasque
  - 2e du Grand Prix de l'industrie et de l'artisanat de Larciano
  - 3e du Cholet-Pays de Loire
- 2001
  - 2e du Grand Prix de la ville de Naples
- 2002
  - 2e du Tour de la province de Syracuse
  - 2e du Grand Prix de la côte étrusque
  - 10e de Milan-San Remo

## Résultats sur les grands tours

### Tour de France
1 participation
- 1995 : abandon (4e étape)

### Tour d'Italie
9 participations
- 1993 : 121e
- 1995 : 108e
- 1996 : 86e
- 1997 : non-partant (20e étape), vainqueur de la 8e étape
- 2000 : 86e
- 2001 : 116e
- 2002 : 136e
- 2003 : 80e
- 2004 : 135e

### Tour d'Espagne
1 participation
- 1991 : abandon